# Teatro della Gioventù
Il Teatro della Gioventù è un teatro italiano con sede a Genova.
Dal 2007 l'edificio è sottoposto a vincolo da parte della soprintendenza della Liguria per le sue caratteristiche storiche e architettoniche.

## Storia
Il teatro venne progettato dall'architetto Giuseppe Crosa di Vergagni nel 1928 e ufficialmente inaugurato il 28 ottobre 1930.
Inizialmente fu utilizzato come sede dell'Opera Nazionale Balilla, costituita da una moderna palestra con un palco sullo sfondo, e concepita per ospitare i saggi e gli spettacoli di intrattenimento, e per preparare i giovani nelle attività ricreative e sportive. Già nel 1940, tuttavia, aveva assunto il nome di Teatro della Gioventù Italiana.
Dal dopoguerra sino agli anni settanta, l'edificio fu destinato sia ad attività teatrali, sia d'intrattenimento, sia culturali. In epoca successiva venne utilizzato per attività pubbliche varie, distinte dalle funzioni originali. Presso il teatro si tenne anche una rappresentazione della Grande pantomima con bandiere e pupazzi piccoli e medi di Dario Fo.
Nel 2003, in occasione dell'evento Genova capitale europea della cultura che si sarebbe tenuto l'anno successivo, la Regione Liguria, proprietaria della struttura, decise di porre mano al restauro e al recupero funzionale del teatro, per restituirlo alla sua destinazione originaria. Furono stanziati tre milioni dall'ente pubblico e un milione dalla Fondazione Carige. Tale recupero ha seguito criteri di risanamento e restauro conservativo, mantenendo le dimensioni originali del palcoscenico e ammodernandolo. Le linee architettoniche degli esterni sono state salvaguardate rispettando il progetto edilizio originario. Sono stati apposti alle finestre cristalli di protezione con finalità sia estetiche sia funzionali.
Tra il 2004 e il 2011 il Teatro della Gioventù ha ospitato spettacoli in dialetto genovese, operette, commedie brillanti e musicali, concerti jazz e di cantanti contemporanei. Il 4 dicembre 2007 ha ospitato il concerto di Ivan Segreto e Alice. Dal 2011 la gestione è passata alla Compagnia teatrale The Kitchen Company (TKC) con una programmazione di spettacoli di prosa, oltre che concerti, mise en espace, reading e festival teatrali e musicali.
In seguito all'alluvione di Genova dell'ottobre 2014 l'edificio ha subito pesanti danni, ed è stato successivamente ristrutturato parzialmente. Nel 2016, la gestione è stata revocata alla TKC e destinata dalla Regione Liguria, al Teatro Carlo Felice che ne ha ripreso l'attività.
Dopo la chiusura delle attività teatrali nel 2020 per la pandemia di COVID-19 in Italia, fra il 2021 e il 2022 il teatro è stato adibito a centro vaccinale.
Dalla stagione 2023/2024, dopo alcuni lavori di ristrutturazione, il teatro ha riaperto il 20 ottobre. Il teatro è sede dell'Accademia di alto perfezionamento per cantanti lirici diretta da Francesco Meli.

## Descrizione
Il teatro consta di due sale:
- Sala Gilberto Govi, situata al livello superiore, capienza 375 posti[8]
- Sala Gianni Barbarino, situata al livello inferiore, capienza 100 posti.[22]

La sale sono schermate acusticamente e dispongono di moderni arredi e impianti elettrici e tecnologici.